# Sem Ela
Sem Ela (portugiesisch für: Ohne sie, französischer Titel: Sans Elle) ist ein portugiesisches Filmdrama der französisch-portugiesischen Regisseurin Anna da Palma aus dem Jahr 2003.
Das gemischt französisch/belgisch-portugiesische Filmteam, darunter die portugiesischstämmige Regisseurin und die ebenfalls portugiesischstämmige Schauspielerin und Sängerin Helena Noguerra, spiegelt das zentrale Thema hinter den Figuren des Films, nämlich die nicht unproblematische Beziehung zwischen der ersten Generation portugiesischer Gastarbeiter und deren bereits im Gastland aufgewachsenen und dort sozialisierten Kindern. Daneben ist es auch ein Coming-of-Age-Film, der die beiden Zwillinge beim Erwachsenwerden begleitet.

## Handlung
In einem kleinen Ort in der französischen Provinz leben Johnny und Fanfan Vieira, Zwillinge an der Schwelle zur Volljährigkeit, bei ihren Eltern, dem portugiesischen Gastarbeiter-Ehepaar Diamantino und Ofélia Vieira. Der so arbeitsame wie herrische Arbeiter Diamantino zählt schon die Tage, um mit der nahenden Rente endlich nach Portugal zurückzukehren, während seine Frau Ofélia nach 30 aufopferungsvollen und erfüllten Jahren in einer Bäckerei sich in das französische Alltagsleben eingefunden hat und nicht zurückkehren möchte. Sie ist es auch, die im endlosen Konflikt zwischen dem aufbrausenden Diamantino und den Zwillingen vermittelt, während seine Beziehung zur älteren Tochter Inês, die im sozialen Aufstieg begriffen ist, besser ist.
Der introvertierte Johnny und die offenere Fanfan haben trotz ihrer unterschiedlichen Charaktere eine innige, für Zwillinge typisch enge Beziehung, die sich jedoch mit dem Erwachsenwerden ändert. Denn Johnny hat im Gegensatz zu seiner Schwester noch keine sexuellen Erfahrungen gemacht und leidet im Grunde darunter. Fanfan fühlt sich währenddessen zunehmend eingeengt in ihrem Umfeld.
Der alljährliche Sommerurlaub der Familie Vieira im heimatlichen Dorf an der portugiesischen Küste verläuft dann anders als üblich. Fanfan macht neue Bekanntschaften und erhält dazu die Möglichkeit, hier eine Zeit zu arbeiten. Als sie beschließt, nicht zur bereits heimgefahrenen Familie nach Frankreich zurückzukehren und bei der Großmutter in Portugal zu bleiben, empfindet Johnny dies als Verrat, verlässt die Musikschule und arbeitet vorübergehend mit dem Vater in der Fabrik.
Johnny, der sehr stark auf seine Schwester fixiert ist, gerät ohne ihre Nähe aber zunehmend in einen emotionalen Taumel, zusätzlich erschwert durch die Entwurzelung und dem fehlenden Zugehörigkeitsgefühl zur französischen Mehrheitsgesellschaft, einem typischen Phänomen der Kinder der Gastarbeitergeneration. Tröstete ihn bislang seine Liebe zur Musik, nähert er sich nun Leonard an, dem ersten Freund seiner Schwester. Über ihn gerät er in eine Gruppe rechtsradikaler und ausländerfeindlicher Skinheads, die ihm nun zunehmend das gesuchte Zugehörigkeitsgefühl bieten und seine Schwester nach und nach ersetzen. Als Johnny bei einer Hetzjagd seiner Gruppe einen Ausländer niedersticht, flieht er.
Derweil kann sich Fanfan, aufgewachsen in Frankreich, auf Dauer nicht so recht einfinden in Portugal und verliert ihre Illusionen. Trotz ihrer engen Freundschaft zu Liza, machen ihr die ungewohnte Alltagssprache und die Anfeindungen einiger Dorfbewohner zu schaffen, und sie denkt an eine Rückkehr.
Diese Umstände bringen die beiden Zwillinge nun dazu, sich wieder aufeinander zu besinnen und ihre jeweils fehlende Hälfte zu suchen, jedoch gelingt ihre Annäherung nicht so einfach.

## Produktion und Rezeption
Der Film wurde vom 3. Juni bis zum 6. Juli 2002 in Frankreich und Portugal gedreht und von den Filmproduktionsgesellschaften Filmes do Tejo (Portugal) und Les Filmes de l´aprés-midi (Frankreich) produziert, mit finanzieller Unterstützung der portugiesischen Filmförderungsanstalt ICAM (heute ICA), des portugiesischen Kulturministeriums und des öffentlich-rechtlichen portugiesischen Fernsehsenders RTP.
Er feierte seine französische Premiere am 16. Mai 2003 auf dem Filmfestival von Cannes 2003 und seine portugiesische Premiere im November 2003 auf dem FESTANGRA Filmfestival von Angra do Heroismo auf den Azoren. Am 9. September 2004 kam er in die portugiesischen, am 11. Mai 2005 in die französischen Kinos.
Er lief danach auch auf einigen weiteren Filmfestivals, darunter das Paris Film Festival und das Caminhos do Cinema Português, wo er einen Preis erhielt.
Sem Ela erschien 2004 in Portugal als DVD mit Bonusmaterial bei Costa do Castelo Filmes.